# James Gartner
Pour les articles homonymes, voir Gartner (homonymie).
James Gartner est un réalisateur américain.

## Filmographie partielle

### Réalisateur
- 2006 : Les Chemins du triomphe (Glory Road)

### Producteur
- 1983 : The Last Leaf (court métrage) de David Anspaugh